# Tornio
Il tornio è una macchina utensile (anche detta tornitrice) utilizzata per la lavorazione di un pezzo assialsimmetrico posto in rotazione. La lavorazione avviene per asportazione di truciolo ed è detta tornitura.

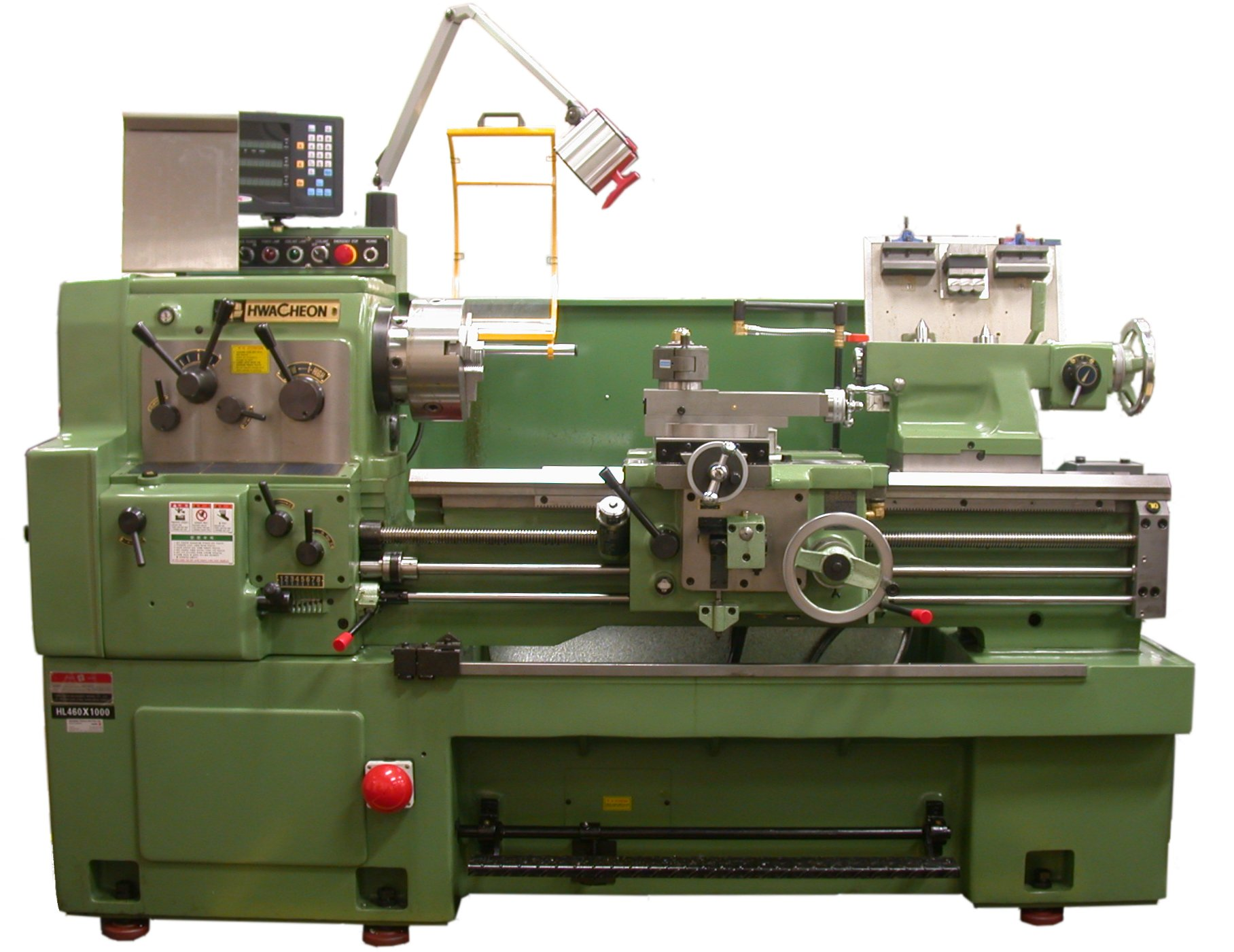
Tornio parallelo

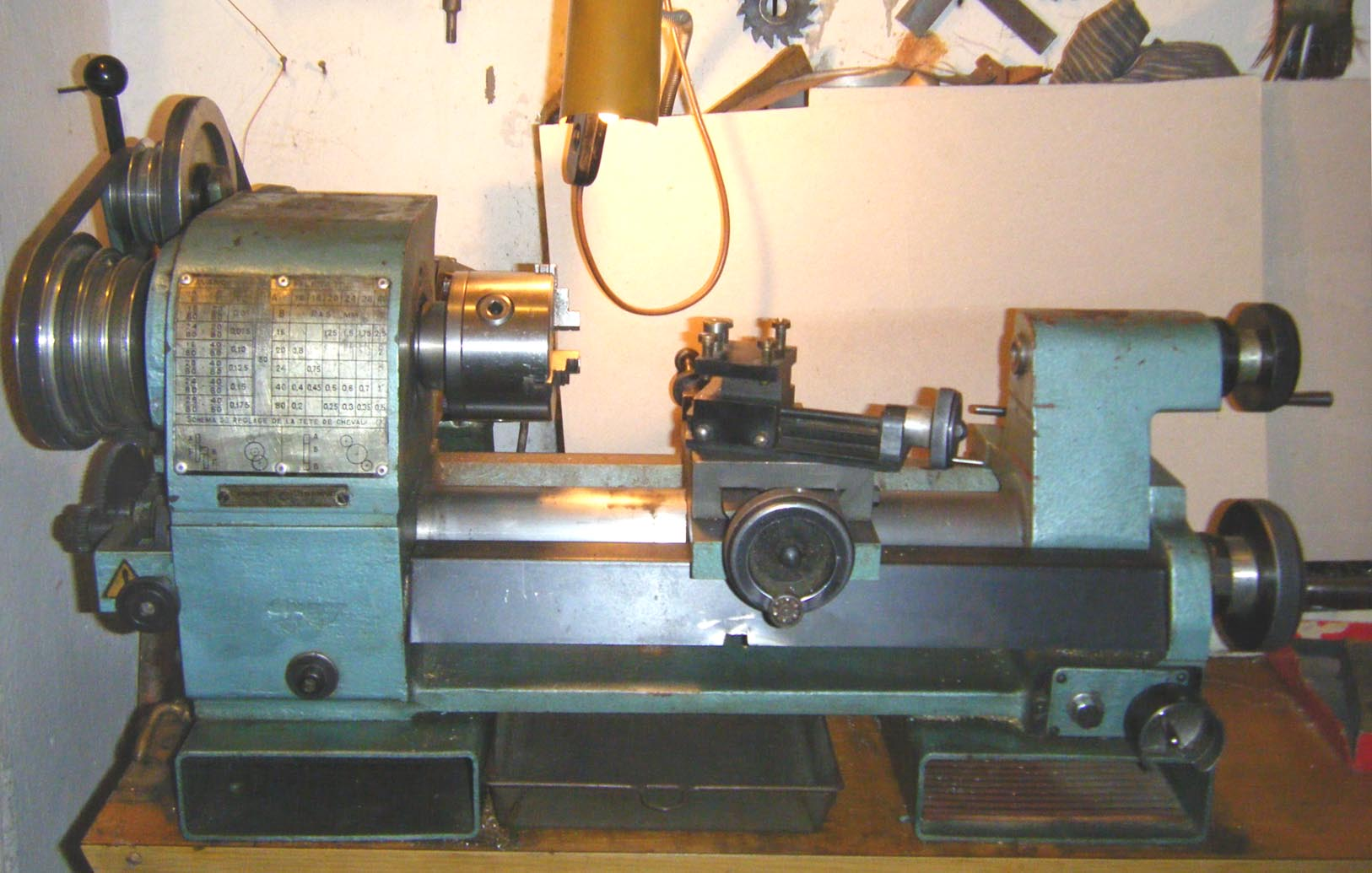
Piccolo tornio parallelo da banco per lavori di precisione

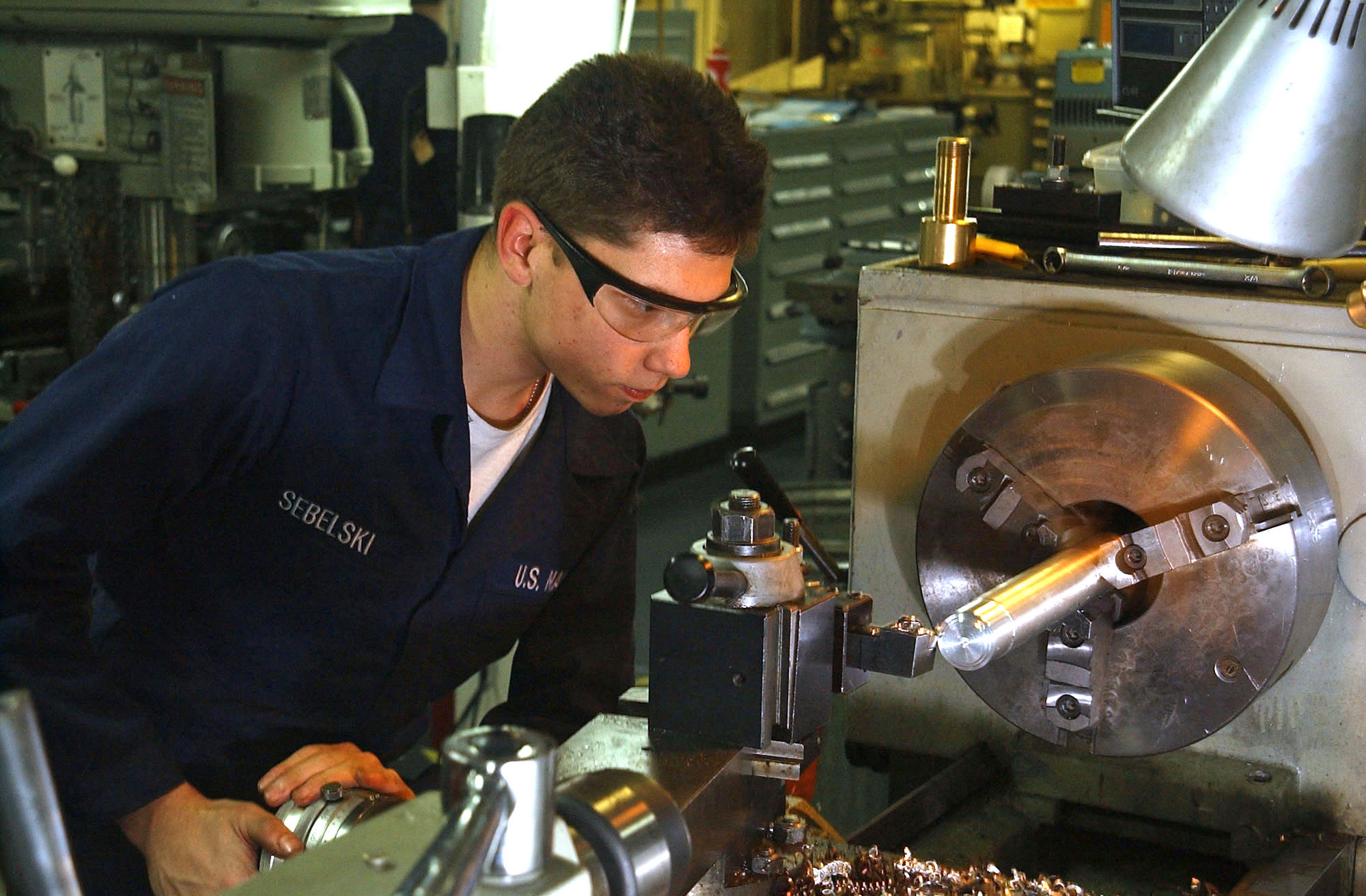
Operaio al lavoro su tornio parallelo

## Storia

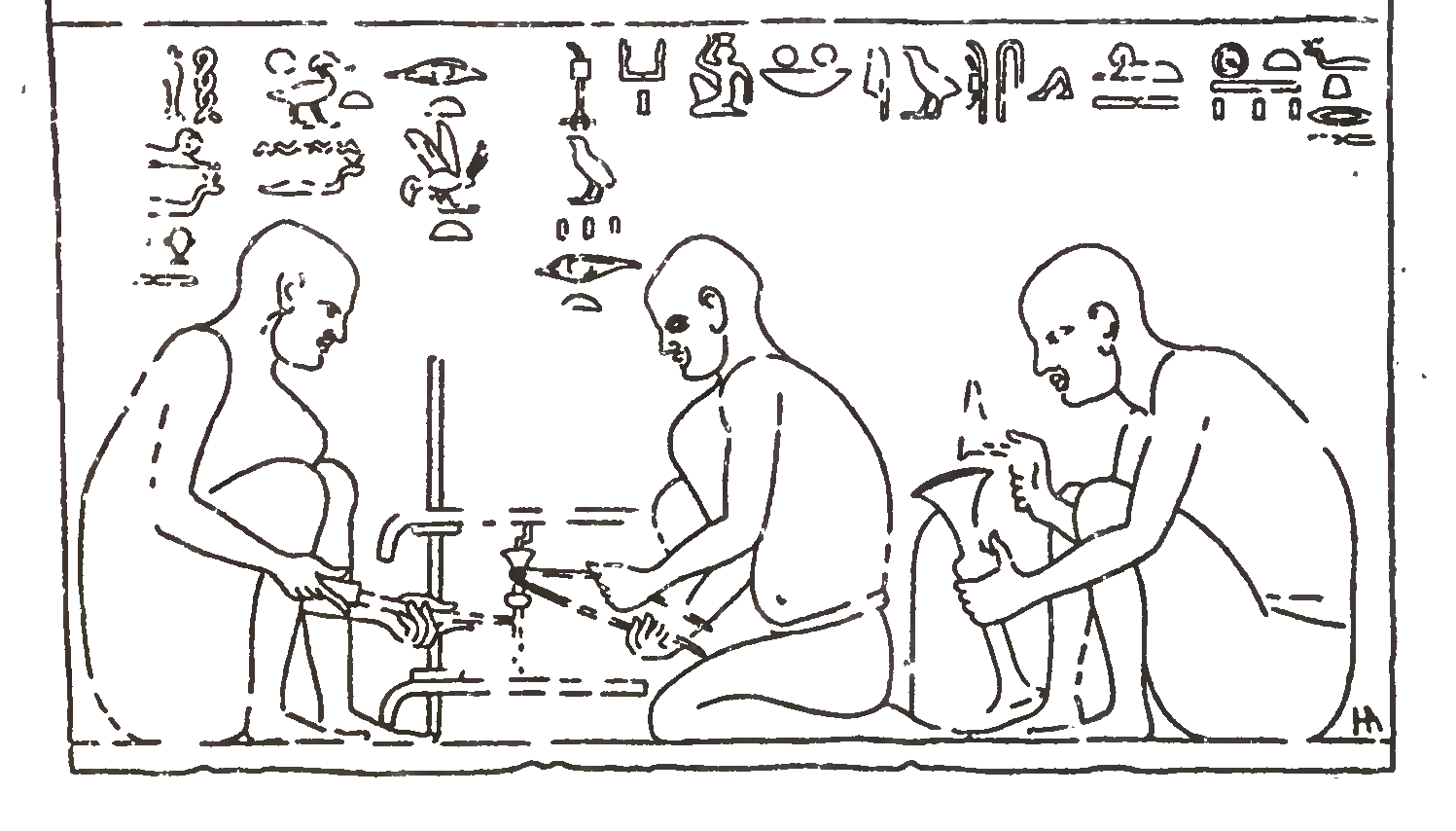
Uso del tornio in una raffigurazione nella tomba di Petosiris (300 a.C. circa).

La storia del tornio parte dalla preistoria con l'uso del tornio da vasaio. In epoca classica venne usato il tornio a pertica. Il tornio a puleggia e il tornio a doppio pedale vennero perfezionati nel Medioevo, ma ebbero un uso limitato. Il primo tornio idraulico fu costruito in Francia nel 1453. Un primitivo tornio si ritrova anche nei disegni di Leonardo da Vinci attorno al 1500.
Nel 1794 il primo tornio interamente metallico fu sviluppato da Henry Maudslay; attraverso alcuni adattamenti al supporto utilizzando una madrevite, dal 1810 fu possibile avviare una più ampia produzione di questo strumento, che dal 1840 favorì lo sviluppo delle moderne macchine utensili. Oggi i torni comunemente usati sono motorizzati ed elettronici, anche se sopravvivono torni tradizionali per particolari lavorazioni.

## Funzionamento
Il tornio utilizza un utensile a taglio singolo. L'asportazione di truciolo avviene attraverso moto di taglio rotatorio del pezzo e moto di alimentazione traslatorio dell'utensile.
La forma del truciolo dipende dal tipo di materiale lavorato e dall'utensile utilizzato. In generale materiali duttili (ad esempio acciaio) danno trucioli più lunghi e uniti, mentre materiali più fragili danno trucioli più sbriciolati.

## Struttura

Tornio Pontiggia mm 100x160 1918

La struttura di base di un tornio per lavorazioni di metalli (fatta eccezione per quello verticale) è la seguente: vi è (di solito alla sinistra dell'operatore) un complesso costituito da un motore elettrico che, tramite cinghie di trasmissione ed ingranaggi, trasmette il moto di rotazione ad un elemento circolare piatto (platorello o testa motrice) sul quale è installato un mandrino autocentrante, un trascinatore oppure un disco menabrida, destinato a reggere il pezzo da lavorare. Alla destra di questo è fissato un rigido bancale in ferro o ghisa (per dare maggiore rigidità e attutire il rumore) che è provvisto, nella sua parte superiore, di due guide parallele rettificate sulle quali scorrono un carrello su cui è montata la torretta portautensile e un sostegno da contropunta che ha la funzione di sorreggere eventualmente il pezzo in lavorazione (se trattasi di oggetto lungo) o di permettere l'esecuzione di fori assiali.
Il sostegno per la contropunta si compone di una base anch'essa capace di scorrere sulle guide e di un cilindro forato spostabile assialmente per mezzo di un volantino. Questo cilindro è esattamente allineato con il centro di rotazione della testa motrice e su di esso possono essere applicati vari utensili come mandrini da trapano, punte lisce, punte elicoidali da foratura ecc. L'applicazione di questi ultimi è molto rapida perché il cilindro reca un innesto a cono ("cono Morse" - dal nome dell'inventore) che ne garantisce la tenuta per attrito.
Nonostante i torni, come tutte le altre macchine utensili, (fresatrici, rettificatrici, trapani a colonna, ecc.) siano sempre apparecchi di precisione sono comunque determinanti l'abilità e l'esperienza dell'operatore per la buona riuscita del lavoro.

## Tipi di tornio

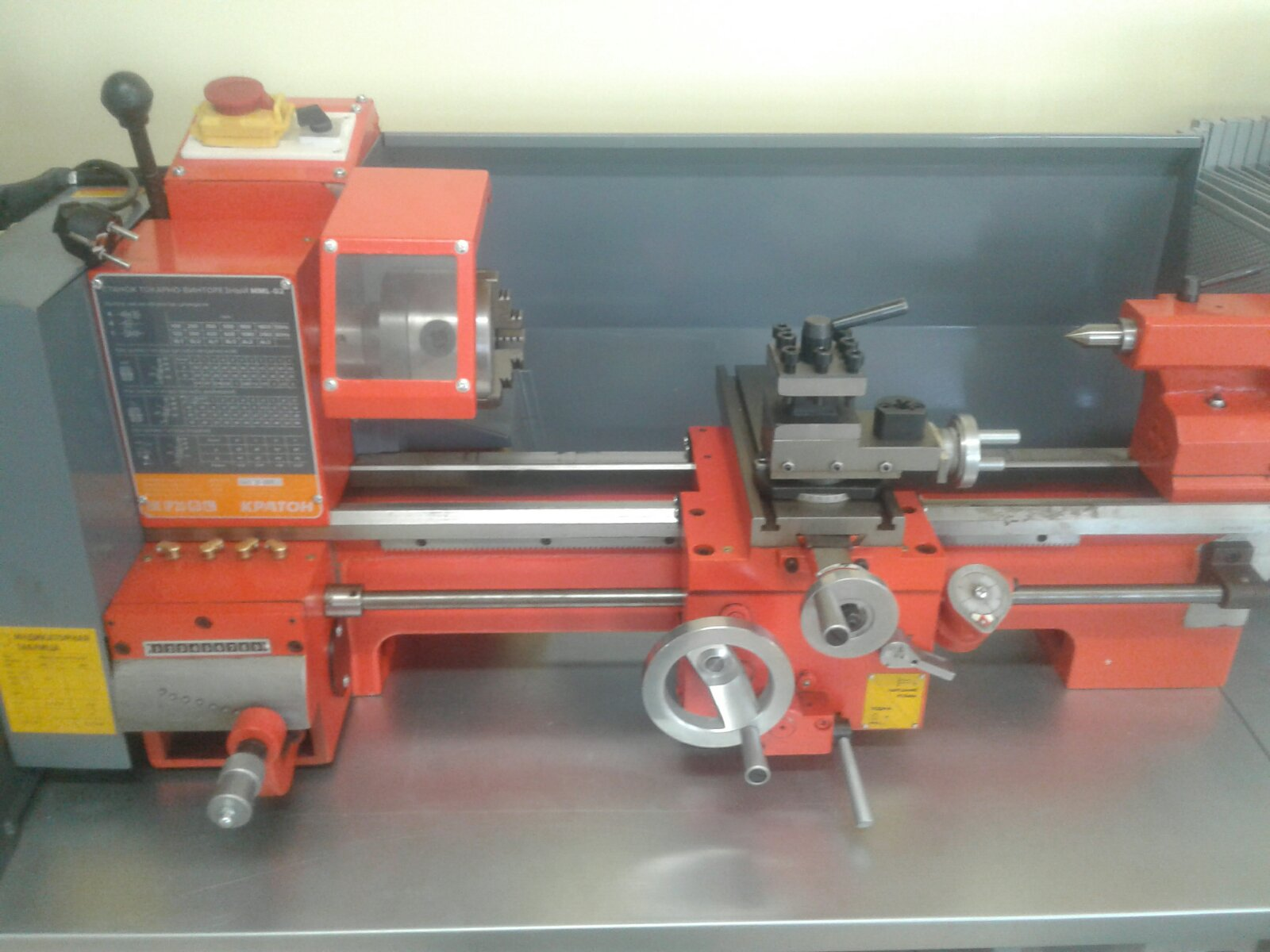
Tornio da metallo in un laboratorio scolastico

Esistono diversi tipi di torni che, secondo le caratteristiche costruttive, si possono dividere in:
- tornio parallelo
- tornio a torretta
- tornio frontale e verticale
- tornio automatico
- tornio a copiare
- tornio a controllo numerico
- tornio multitasking bimandrino
- tornio da legno (o tornio semplice)
- tornio per ceramica
- tornio per incisione fonografica

### Tornio parallelo

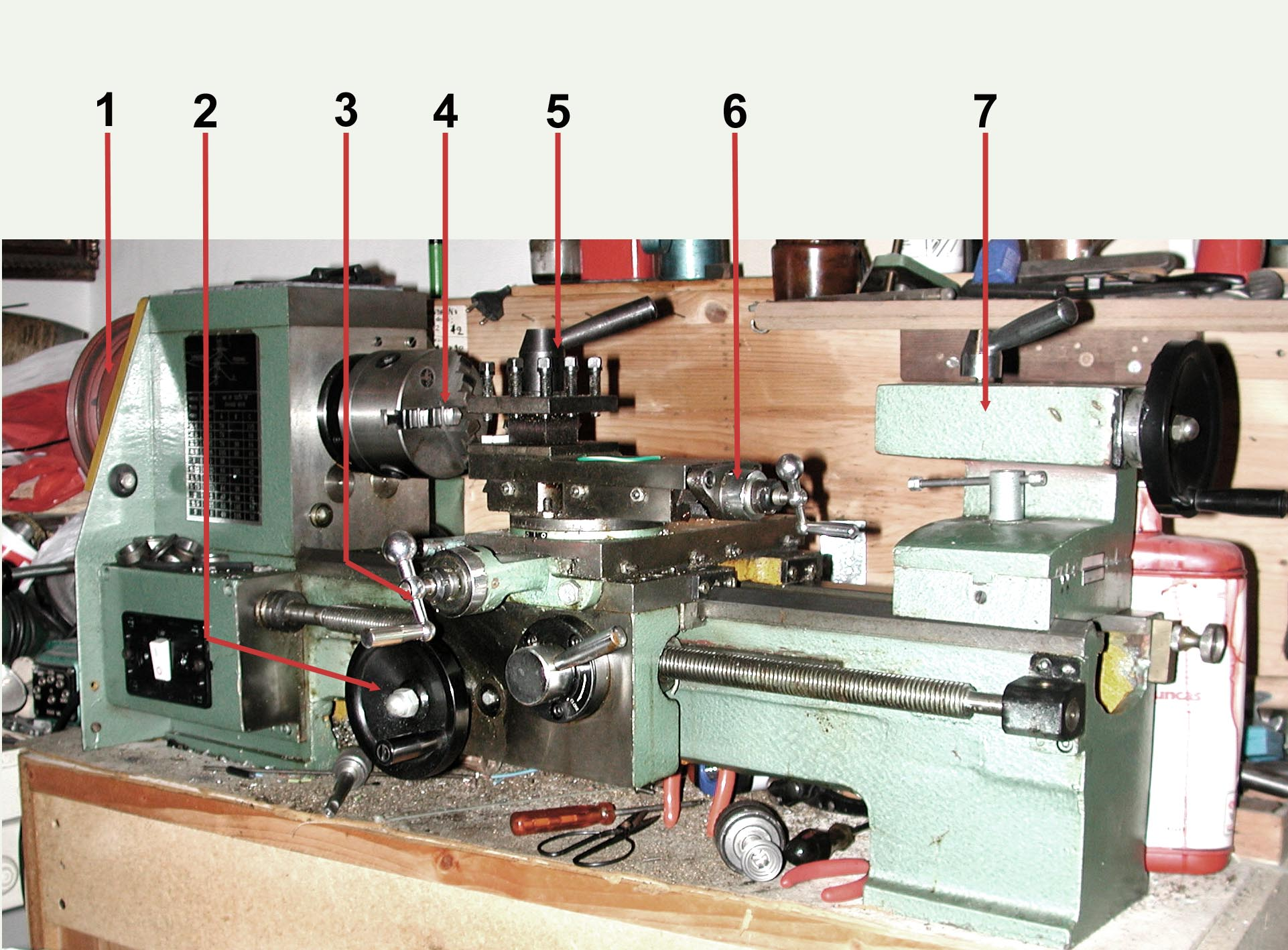
Tornio parallelo da banco. 1 - Pulegge per cambio di velocità; 2 - Comando scorrimento orizzontale carrello; 3 - Comando scorrimento trasversale carrello; 4 - Mandrino autocentrante; 5 - Torretta portautensili; 6 - Comando scorrimento orizzontale della torretta portautensili; 7 - Sede della contropunta.

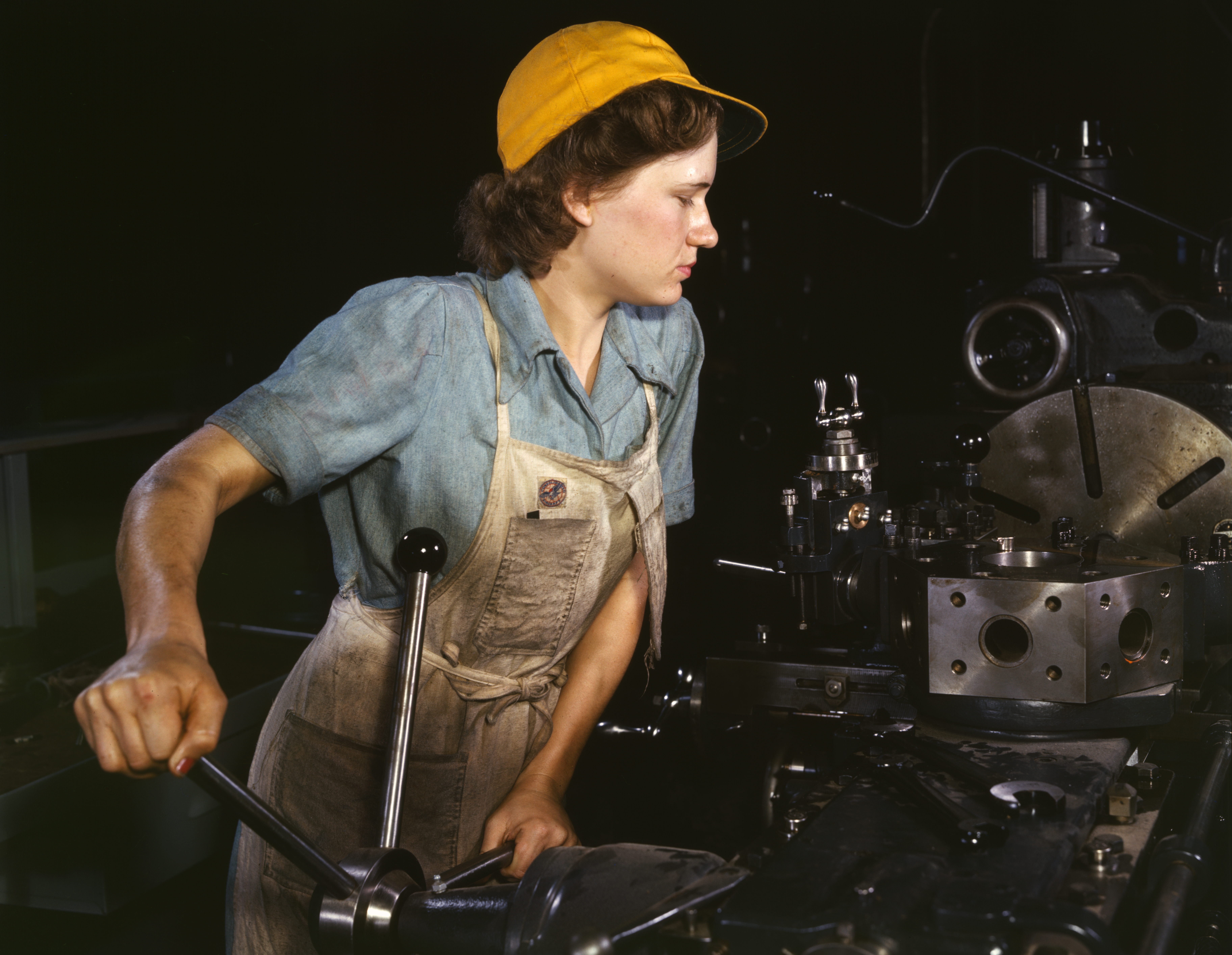
Operaia al lavoro con tornio parallelo a revolver. Sulla sinistra si nota la stella di leve per il cambio veloce degli utensili montati sulla torretta.

Il tornio parallelo è una macchina utensile molto usata nell'ambito dell'industria meccanica. Esso genera solidi di rivoluzione ed è impiegato soprattutto per la lavorazione dei metalli. È caratterizzato dal fatto che il moto di lavoro è costituito dalla rotazione del pezzo in lavorazione, mentre l'utensile, solidamente montato su una torretta, scorre parallelamente all'asse di rotazione.
Il pezzo può essere montato a sbalzo su un mandrino autocentrante che sporge dalla testa motrice oppure essere sostenuto tra il mandrino e la contropunta, situata in asse di fronte al mandrino a distanza regolabile. Quando il pezzo è montato a sbalzo è possibile lavorarlo di piatto (tornitura piana), facendo scorrere l'utensile in senso radiale rispetto all'asse di rotazione.
Il tornio parallelo consente essenzialmente lavorazioni basate su simmetrie rotazionali: cilindri, coni, sferoidi, solidi di rivoluzione con generatrice a sagoma.
Come già accennato il moto trasversale di avanzamento della torretta portautensili può essere manuale oppure automatico, in funzione al moto di rotazione della contropunta, secondo un rapporto determinato dall'operatore con un cambio di velocità. Impostando opportunamente la velocità di avanzamento del carrello (e quindi della torretta portautensili) in relazione a quella di rotazione del pezzo da lavorare, si possono eseguire filettature, mentre utensili speciali montati sulla torretta consentono di effettuare al tornio lavorazioni quali godronatura (dalla quale si ottiene una zigrinatura sul pezzo da lavorare).
Montando invece una punta elicoidale sul sostegno del mandrino si possono eseguire anche forature radiali. Poiché però le normali punte elicoidali da trapano possono flettersi durante il lavoro, in seguito alla pressione esercitata con la vite del sostegno, è necessario eseguire prima, sulla superficie del pezzo da forare, una traccia (o "invito") mediante l'uso di punte molto corte, di notevole spessore e dotate di corti taglienti. In questo modo l'"invito" risulta perfettamente centrato ed è possibile, dopo, procedere alla foratura vera e propria con la normale punta trasversale.

### Tornio a torretta (o a revolver)
Funziona nei suoi principi generali come un normale tornio parallelo. Poiché però durante la lavorazione di alcuni pezzi (specialmente se molti e di forma complessa) è necessario cambiare spesso l'utensile con un altro di forma e dimensioni più adatte, con questa macchina tale lavoro è semplificato, poiché i vari utensili necessari vengono montati in precedenza su una torretta girevole detta "revolver" in modo da poter essere usati nella dovuta sequenza senza prolungate soste nel lavoro. La torretta è comandata di solito da un grosso volante laterale o da un comando a stella provvisto di leve. La contropunta generalmente non è presente in quanto questa macchina è destinata alla lavorazione di pezzi corti.

### Tornio frontale (o verticale)

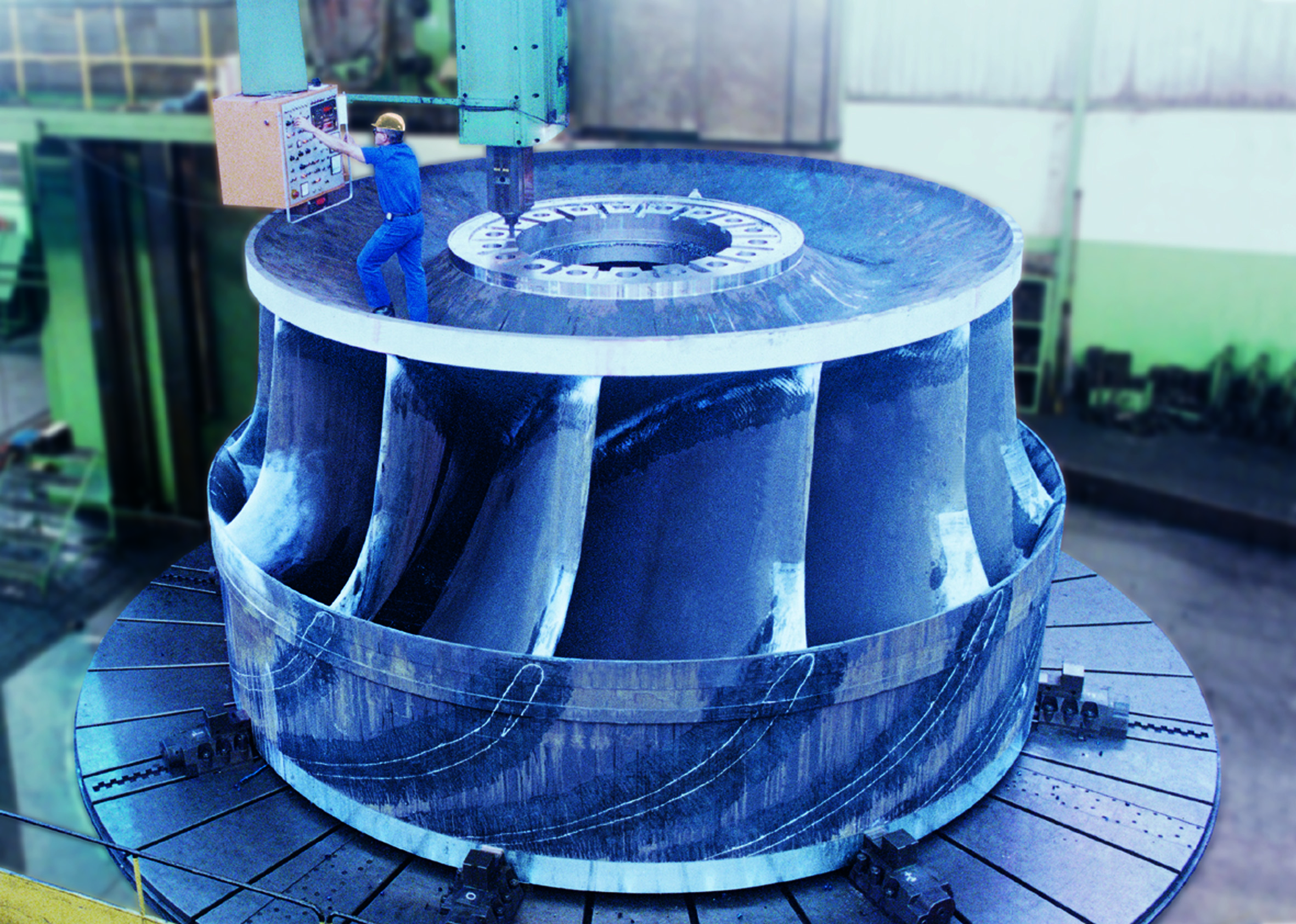
Grande tornio verticale. Il mandrino è il grande piatto in basso. Sopra ad esso è applicato il pezzo da lavorare: una Turbina

Poiché talvolta è necessario lavorare o rettificare pezzi di grandi dimensioni (per esempio nell'industria navale) e di relativo grande peso, non è conveniente che questi siano fissati come si farebbe su un tornio parallelo. Il loro peso infatti creerebbe grossi problemi per la loro adeguata ritenzione sul mandrino. Si preferisce quindi far ruotare il pezzo attorno ad un asse verticale. Il mandrino (spesso largo molti metri) giace quindi su un piano orizzontale e l'utensile per la lavorazione si muove su una guida verticale. Il tornio verticale funziona, insomma, come un tornio parallelo ruotato di novanta gradi. Generalmente, data la natura dei pezzi da lavorare (larghi e bassi), non è necessario l'uso della contropunta.

### Tornio automatico
È una macchina del tutto analoga ai torni paralleli a revolver ma nella quale ogni operazione (compreso il bloccaggio dei pezzi sul mandrino) può avvenire in automatico. Vi è infatti una serie di complicati meccanismi che rende possibile questo e quindi la produzione in grandi serie di pezzi tra di loro uguali. Generalmente si tratta di elementi di dimensioni medio - piccole ricavati da barre metalliche (di sezione rotonda, esagonale ecc.), come ad esempio viti, dadi, boccole, perni, anelli e così via.

### Tornio a copiare
Questo tipo di tornio serve alla produzione di vari pezzi identici tra di loro ed identici ad un prototipo lavorato in precedenza, come ad esempio colonne, zampe da tavolo o sedie e calci da fucile. Vi è un particolare meccanismo in grado, durante la lavorazione, di muovere l'utensile secondo un percorso corrispondente al profilo del prototipo in modo da riprodurne esattamente le fattezze. Il prototipo viene fissato in una sede ed è percorso sul profilo da un sensore meccanico o idraulico che trasmette il suo stesso moto a quello degli elementi del carrello e quindi all'utensile su di esso montato.
È di particolare utilità per l'esecuzione di pezzi dal profilo stondato come, ad esempio, maniglie, pomelli ed altro. È anche molto usato nella lavorazione del legno per fabbricare zampe da sedia o tavolo o altri pezzi analoghi.

### Tornio a controllo numerico

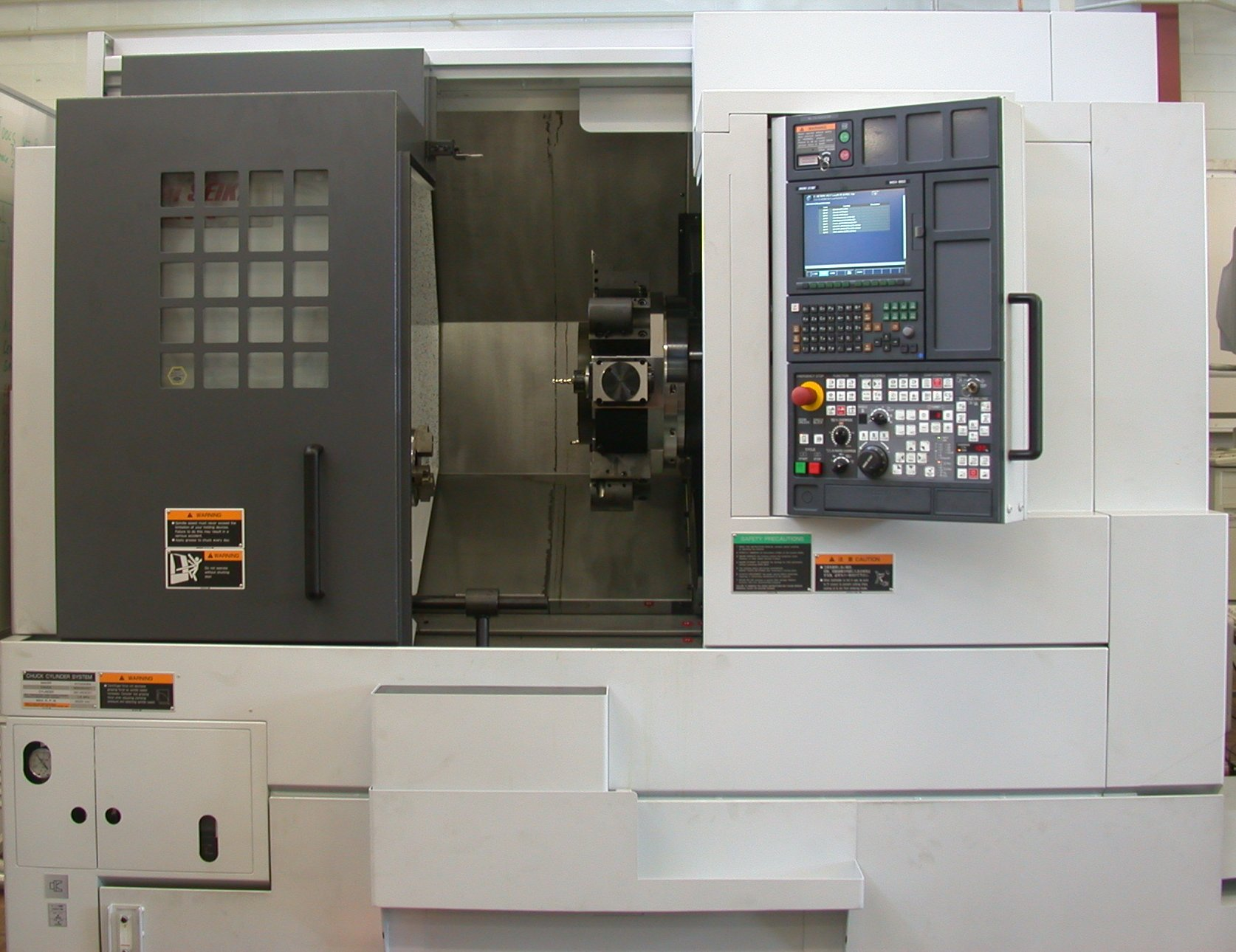
Moderno tornio a controllo numerico

Detto anche Tornio CNC (acronimo di Controllo numerico computerizzato), rappresenta in un certo senso la massima evoluzione del tornio. Può fare tutto ciò che fanno gli altri tipi descritti sopra ma tutto avviene in un totale automatismo controllato da un computer. I parametri del pezzo desiderato vengono inseriti in un programma e gli elementi della macchina si muovono comandati dal computer al quale, contemporaneamente alla lavorazione, giungono i segnali provenienti da vari sensori (laser) posti nei punti essenziali così da poter tenere costantemente d'occhio il buon andamento del lavoro. Se per qualsiasi ragione (ad esempio la consumazione dell'utensile) il sensore registra che il pezzo non rientra più nelle dimensioni impostate vi è un sistema che immediatamente provvede alla necessaria correzione. La precisione dei pezzi ottenuti con questa macchina è elevatissima, dell'ordine dei centesimi o addirittura millesimi di millimetro. In questo caso l'operatore si limita al controllo dei dati mostrati dal computer ed eventualmente al controllo dei prodotti a campionamento.

### Tornio da legno (o tornio semplice)

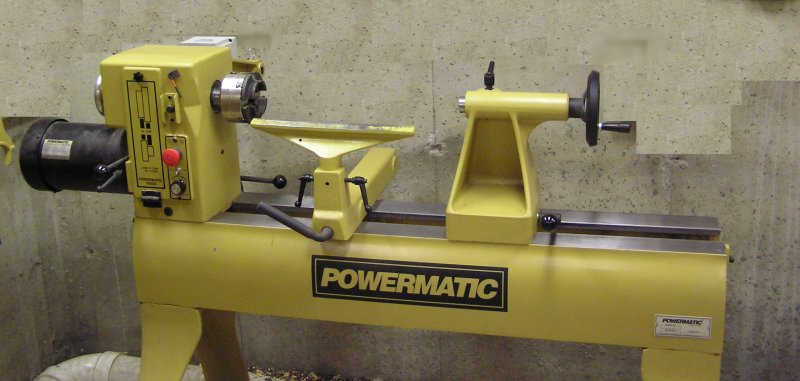
Tornio da legno. Si noti la mancanza del carrello ed al suo posto l'appoggio per l'utensile manovrato a mano.

Non si differenzia molto dai torni per metalli, ma la sua struttura è generalmente più semplice e leggera. Il carrello è presente soltanto in quelle macchine destinate a tornire elementi che devono risultare perfettamente cilindrici, come zampe da tavolo, manici e così via. Altrimenti è sostituito da un sostegno spostabile a mano e fissato per mezzo di un bullone sul quale l'operatore appoggia l'utensile (generalmente assai simile ad una lunga sgorbia) mentre esegue la tornitura. Questa viene quindi fatta a mano: ciò è possibile data la morbidezza del materiale da lavorare e permette un completo controllo sulla esecuzione di forme varie e decorazioni. Spesso non è presente neanche il mandrino autocentrante, ma solo un disco forato sul quale il pezzo di legno viene fissato con viti. La contropunta invece è sempre presente, in quanto talvolta si devono lavorare pezzi lunghi o si devono eseguire fori assiali. Con i più robusti torni di questo tipo è anche possibile eseguire la cosiddetta tiratura dei metalli, ovvero la formazione di svasature o forme cave (vasi, brocche ecc.) partendo da lastre piane e rotonde o da semilavorati di metallo tenero come il rame o l'ottone. L'operatore usa allora un utensile dotato di punta smussata in quanto esso non deve tagliare ma semplicemente spingere. Questa macchina è per questo chiamata anche "tornio da formatura".

### Tornio per ceramica
Chiamato anche "Ruota del vasaio", è nella sua struttura in tutto simile ad un piccolo tornio verticale: sopra un telaio in legno vi è un piatto, generalmente dello stesso materiale, disposto orizzontalmente e che gira comandato da un piccolo motore, o più spesso da un pedale azionato dall'artigiano. La pasta da modellare viene appoggiata su di esso e la forma viene conferita quasi sempre con le mani. La lavorazione con questo tipo di macchina - così come quella con il tornio da legno - richiede sempre una grande abilità artigianale.

### Tornio per incisione fonografica
Noto anche come fonoincisore è impiegato nell'industria discografica, per l'incisione di matrici utilizzate come master per la stampa in serie di dischi in vinile. Siccome il mandrino (piatto rotante) gira su un piano orizzontale, è molto simile ad un tornio verticale. L'unica differenza sta nel fatto che l'utensile (testina di incisione) scorre lungo un asse orizzontale invece che verticale.

## Velocità di rotazione dei pezzi e modo di lavorazione
La velocità alla quale si fa girare il mandrino è funzione di vari fattori. Generalmente si usano basse velocità se il diametro del pezzo è grande oppure se il materiale è duro. Se invece la lavorazione viene fatta su materiale tenero (per esempio ottone o alluminio) la velocità può essere maggiore. Deve essere maggiore se il pezzo necessita di essere lucidato. Con la relativamente recente introduzione di materiali durissimi e resistenti al calore (per esempio il widia) per gli utensili, anche materiali assai duri possono essere comunque lavorati a velocità piuttosto alte. In ogni caso, se l'attrito dell'utensile produce molto calore è consigliabile e spesso indispensabile eseguire il lavoro sotto un costante piccolo getto di olio emulsionato in acqua, o di olio da taglio, allo scopo di raffreddare il pezzo (e limitare al minimo la sua dilatazione termica) e il tagliente dell'utensile che potrebbe altrimenti perdere la tempra. Per l'esecuzione di filettature invece è sempre consigliabile il lavoro a bassa o bassissima velocità.
Nei manuali sono indicate le migliori velocità per ogni particolare tipo di lavorazione e materiale. Sono anche specificate le angolazioni che l'utensile deve avere rispetto al pezzo in lavorazione e gli angoli ai quali deve essere affilato il tagliente.
Se il pezzo da lavorare è molto lungo e sottile è possibile che si fletta sotto la spinta dell'utensile e che, dopo la lavorazione, il diametro nel suo centro risulti maggiore rispetto a quello ai due capi. Se il rapporto tra lunghezza e diametro del pezzo è inferiore a 1 si può effettuare la lavorazione a sbalzo, cioè semplicemente usando le griffe autocentranti del mandrino e la flessione massima si ha nel capo opposto al mandrino ed è pari a {\displaystyle f={\dfrac {1}{3}}\cdot {\dfrac {F_{\bot }\cdot L^{3}}{E\cdot J}}} dove {\displaystyle F_{\bot }} è la forza perpendicolare al pezzo in rotazione, {\displaystyle E} è il modulo elastico del materiale e {\displaystyle J} è il momento d'inerzia rispetto all'asse centrale. Se {\displaystyle 1\leq {\dfrac {L}{D}}\leq 5} si effettua la lavorazione aggiungendo una contropunta nel capo opposto al mandrino e la flessione massima si ha a una distanza {\displaystyle x=0.553L} dall'afferraggio e {\displaystyle f\approx {\dfrac {1}{107}}\cdot {\dfrac {F_{\bot }\cdot L^{3}}{E\cdot J}}}. Se {\displaystyle {\dfrac {L}{D}}\geq 5} il pezzo viene montato tra punta e contropunta, la flessione massima è nel mezzo e {\displaystyle f={\dfrac {1}{48}}\cdot {\dfrac {F_{\bot }\cdot L^{3}}{E\cdot J}}}. Inoltre si fa uso di "lunette", ovvero di strutture rigide di solito a forma di cerchio o semicerchio, che vengono fissate al carrello in prossimità del punto di lavoro e disposte in modo da strusciare contro il pezzo contrastando così la spinta dell'utensile ed evitando la flessione del pezzo stesso.
Quando si lavora al tornio è consigliabile non indossare cravatte, collane e braccialetti e fare uso di una tuta da lavoro adatta, senza parti che possano impigliarsi nei meccanismi.

## Galleria di accessori ed utensili

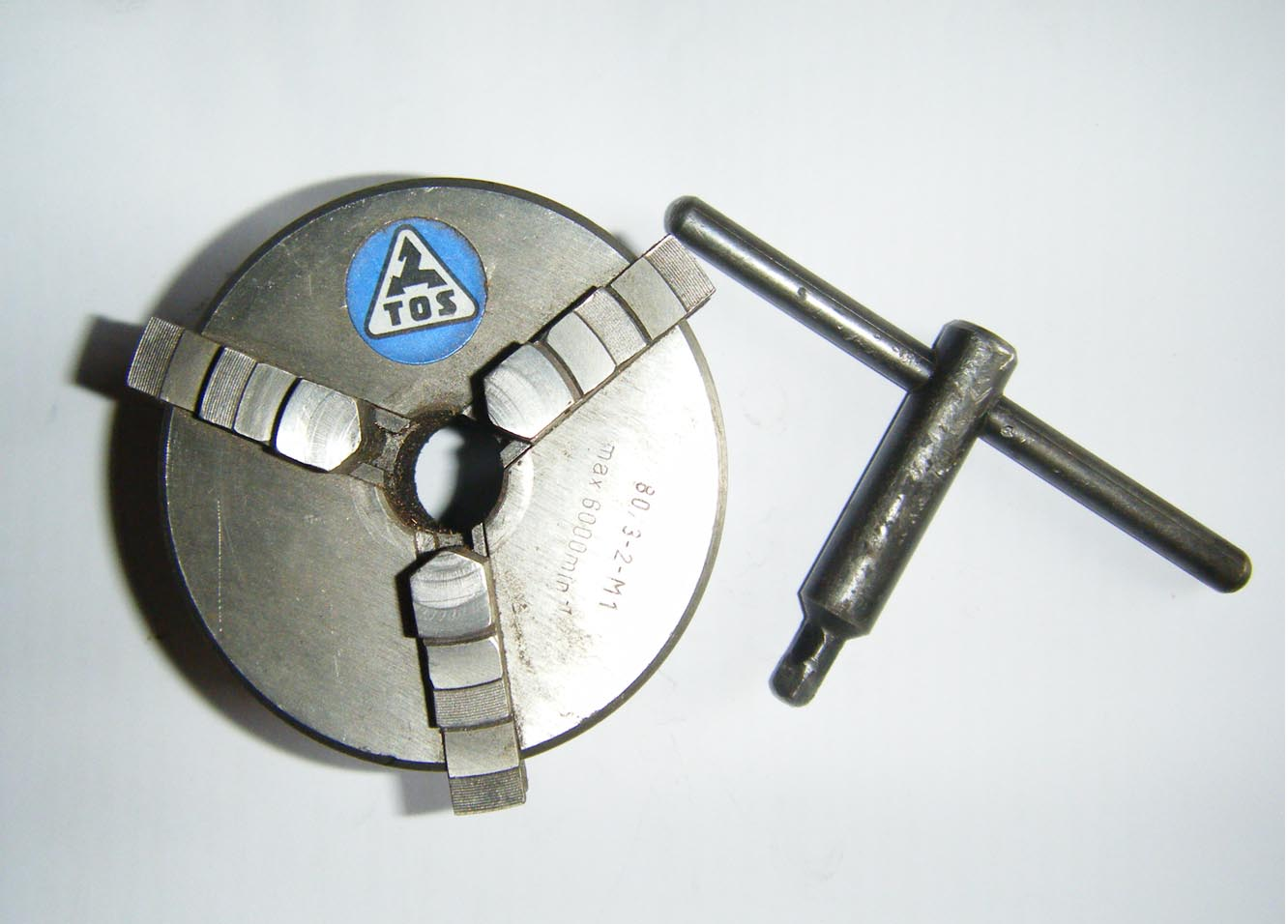
Mandrino autocentrante con chiave di serraggio delle ganasce.
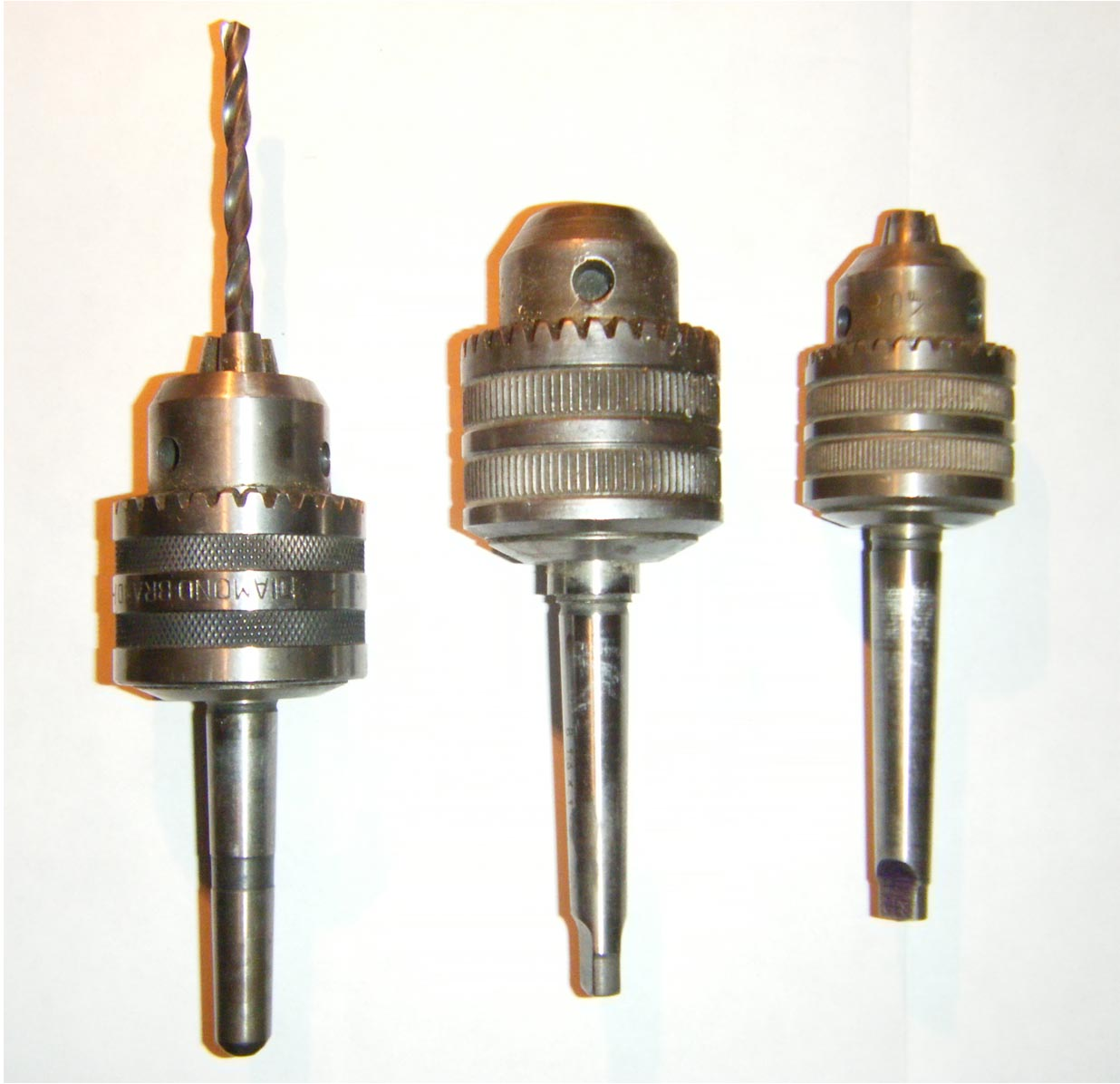
Mandrini da contropunta: si noti il codolo a cono Morse.
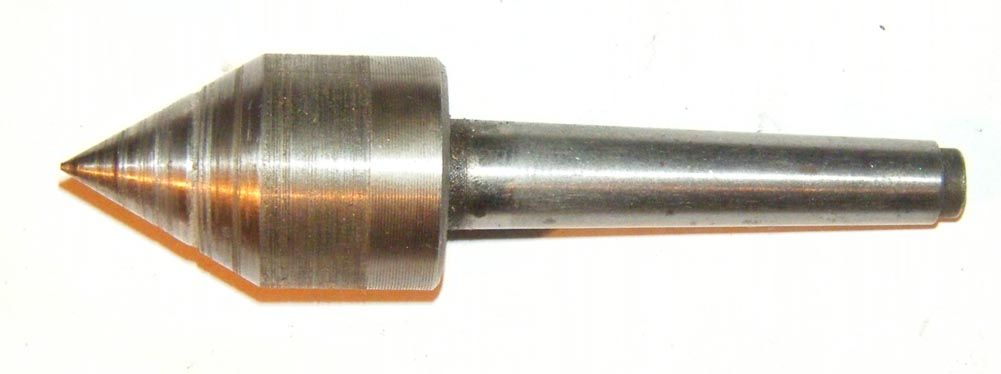
Punta girevole da applicare sul sostegno della contropunta.
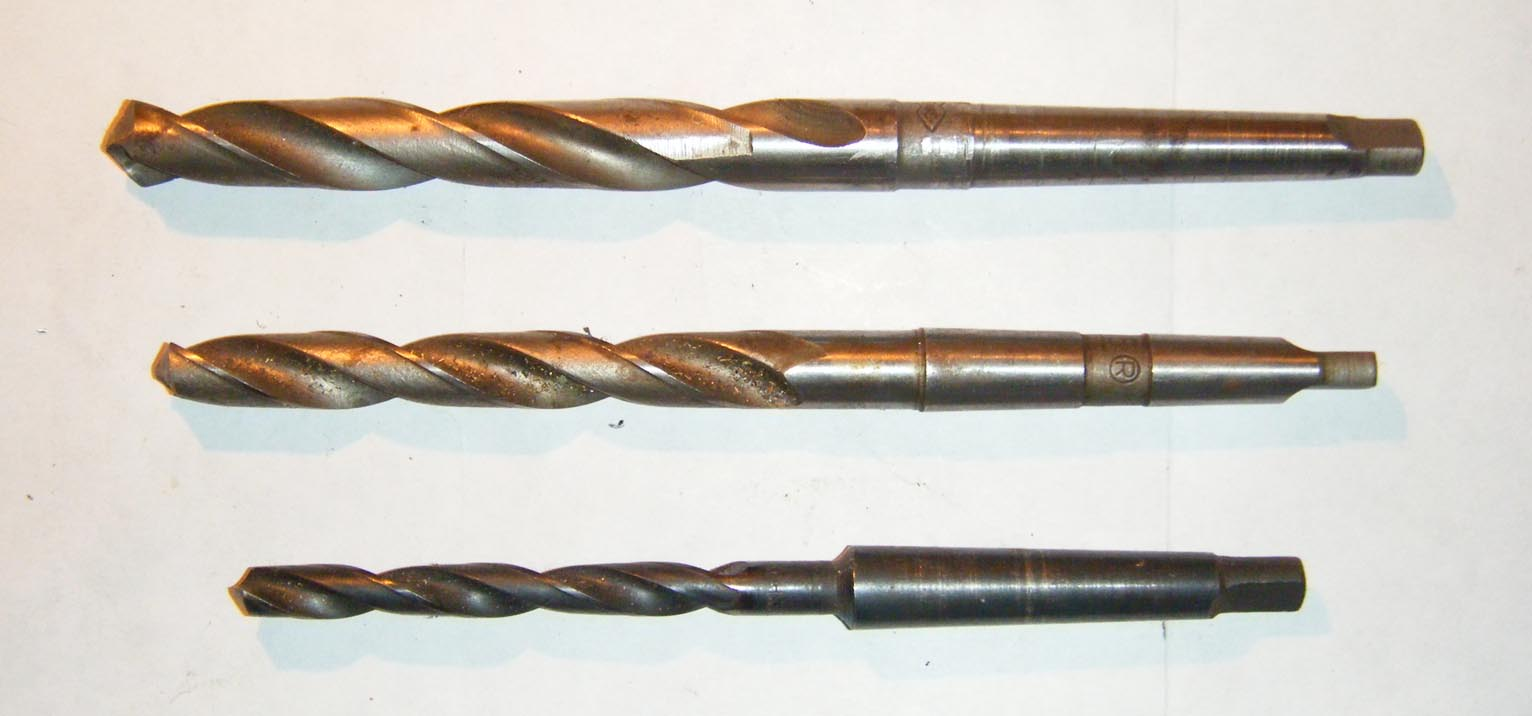
Punte per forature con codolo Morse.
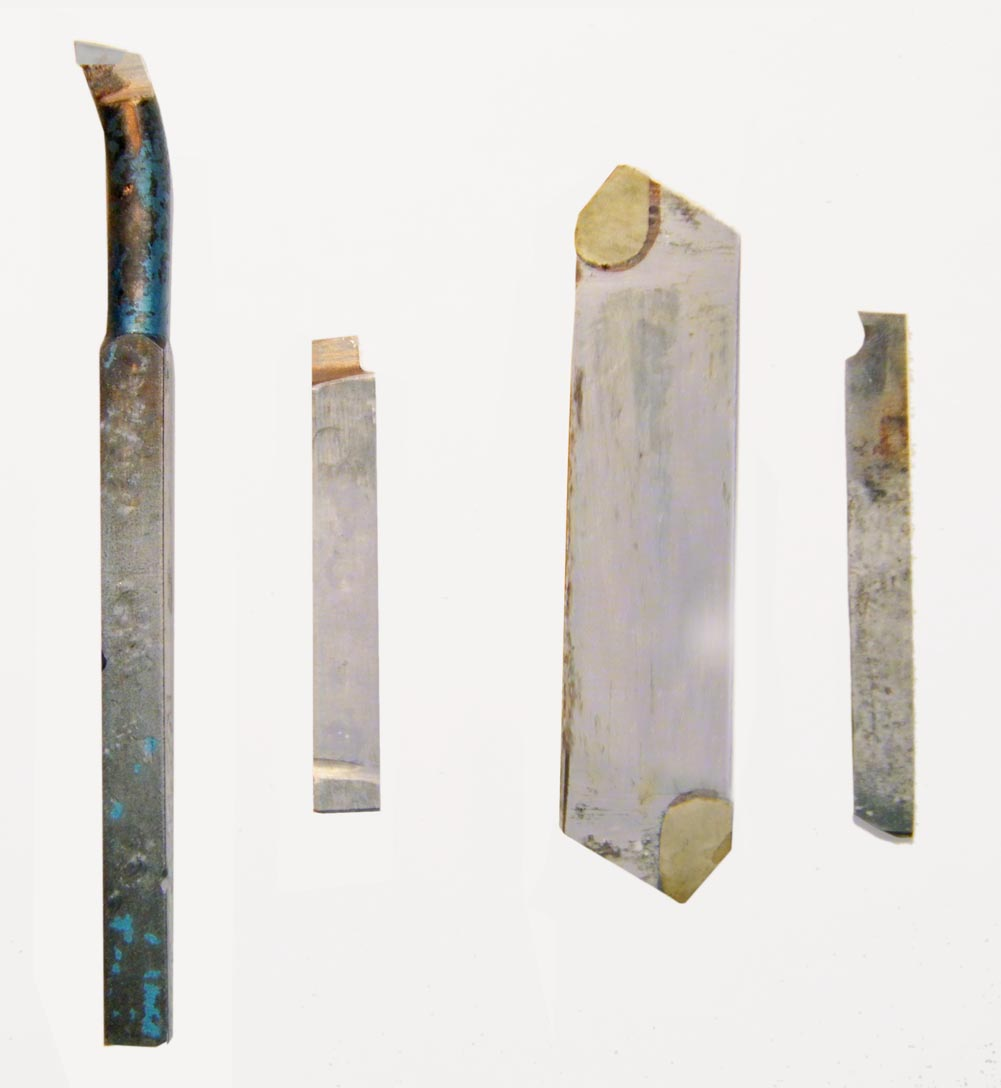
Utensili di vario tipo da montare sulla torretta. Il primo a sinistra serve per la lavorazioni di interni. Sul terzo da sinistra si notano le pasticche riportate, in widia.
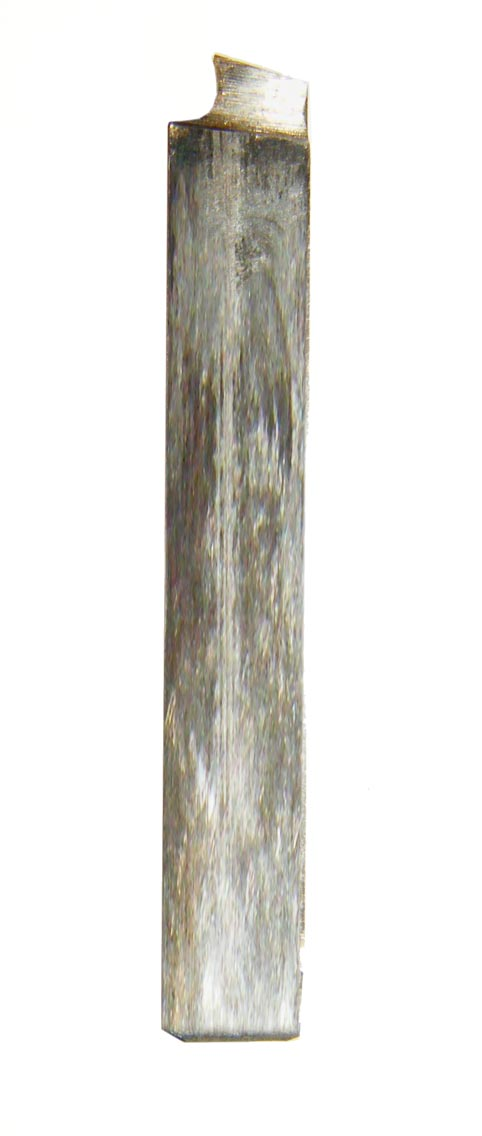
Utensile da torretta.
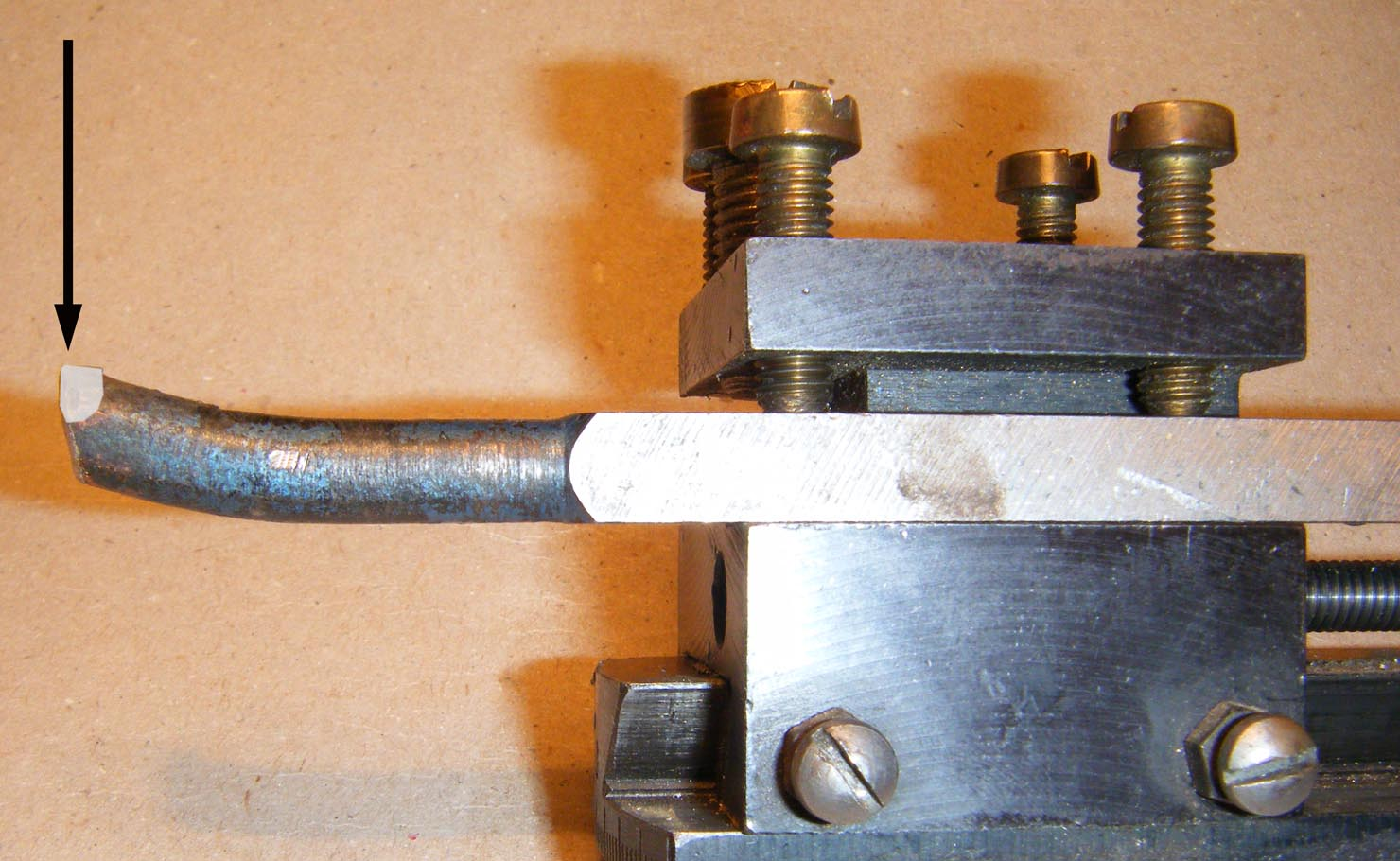
Utensile montato sulla torretta. Con la freccia è indicato il tagliente (in widia).
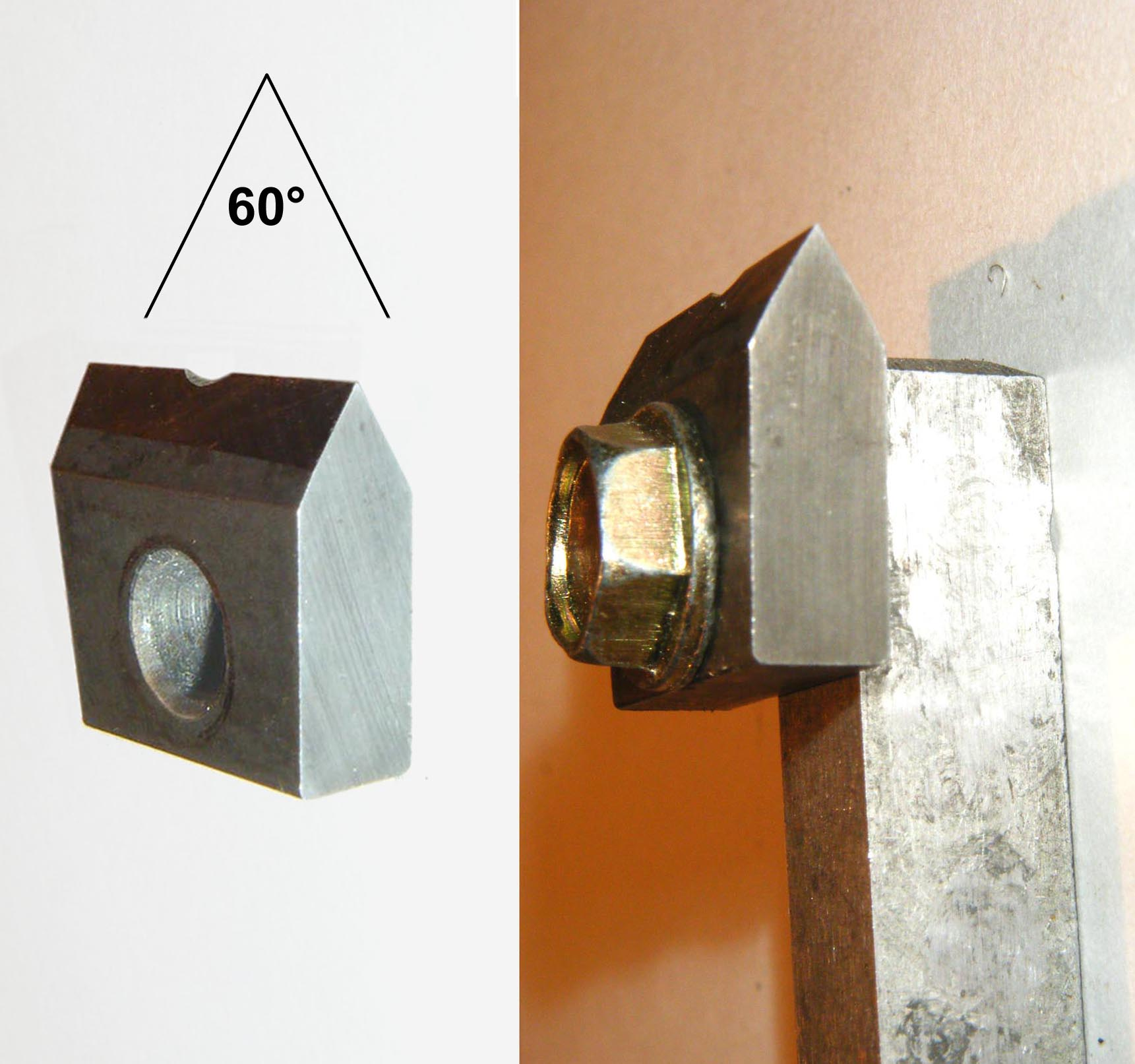
A sinistra: pasticca in widia per filettature (l'angolo di taglio è di 60°). A destra: la stessa montata (per mezzo di un bullone) sulla barra in acciaio da fissare sulla torretta.
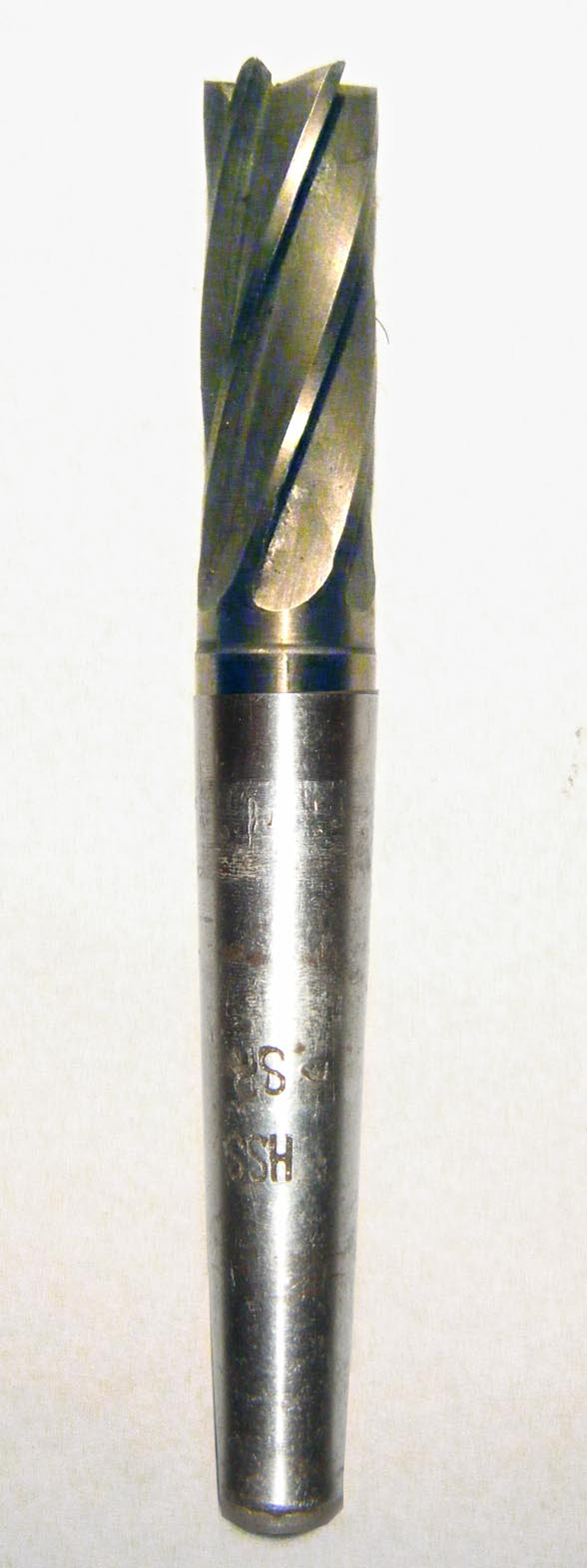
Fresa applicabile sulla contropunta per l'alesatura e rifinitura di fori.
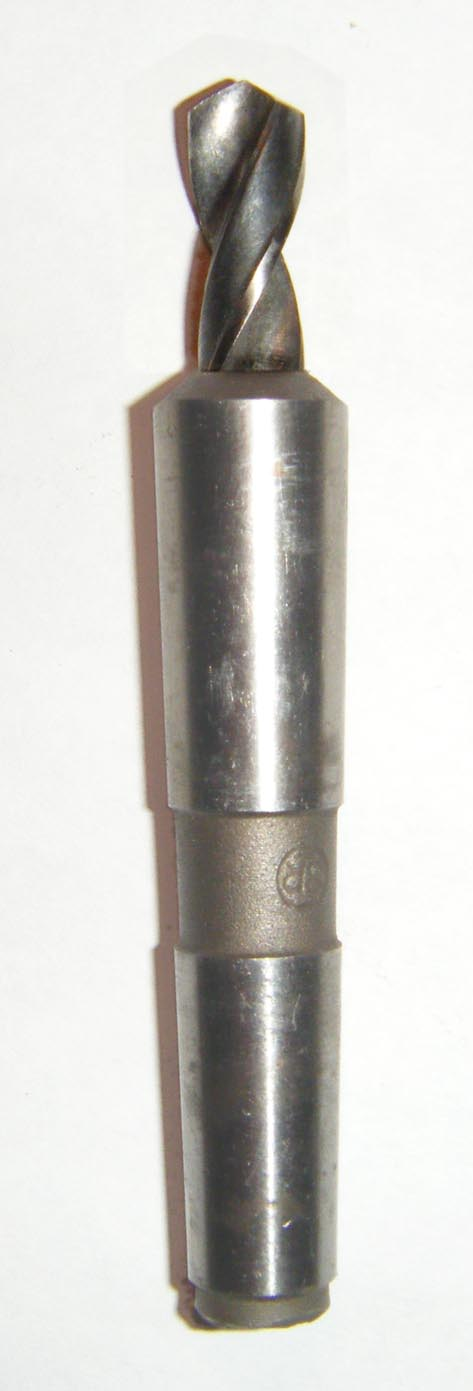
Punta per l'esecuzione di centri ed "inviti" per foratura.
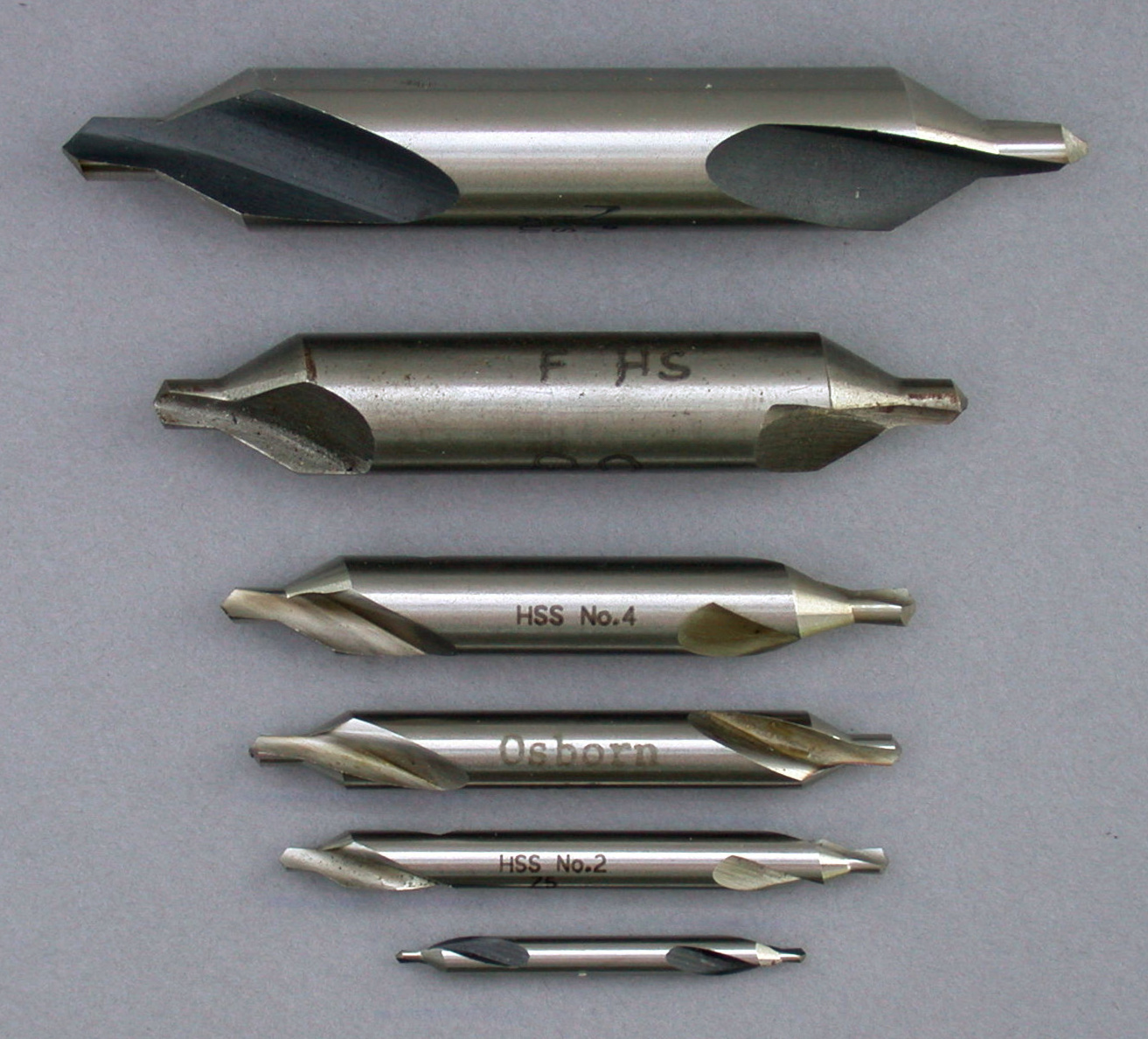
Punte per l'esecuzione di centri (o "inviti") per la successiva foratura assiale.
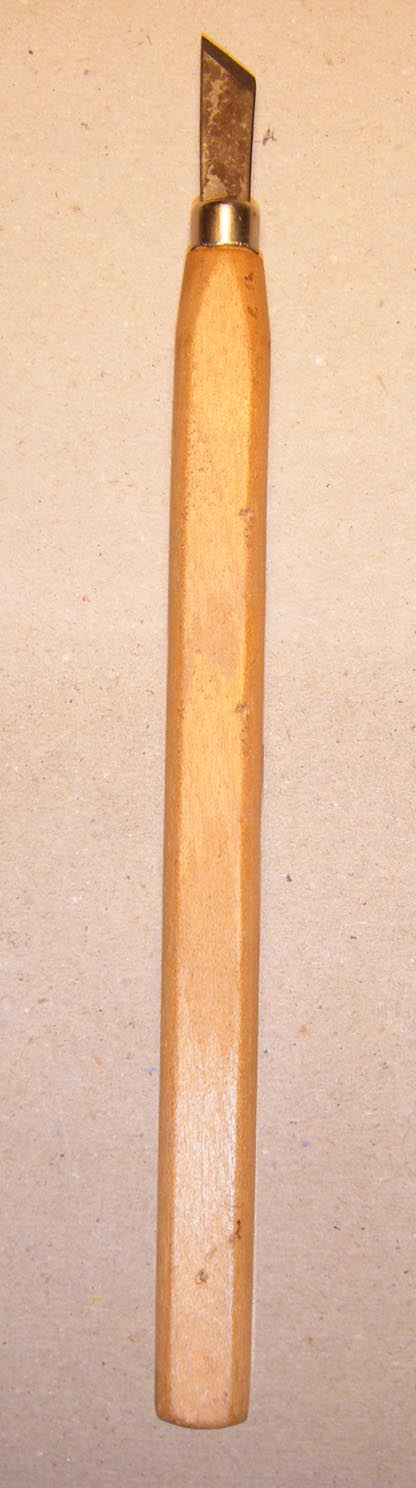
Utensile per la lavorazione del legno.
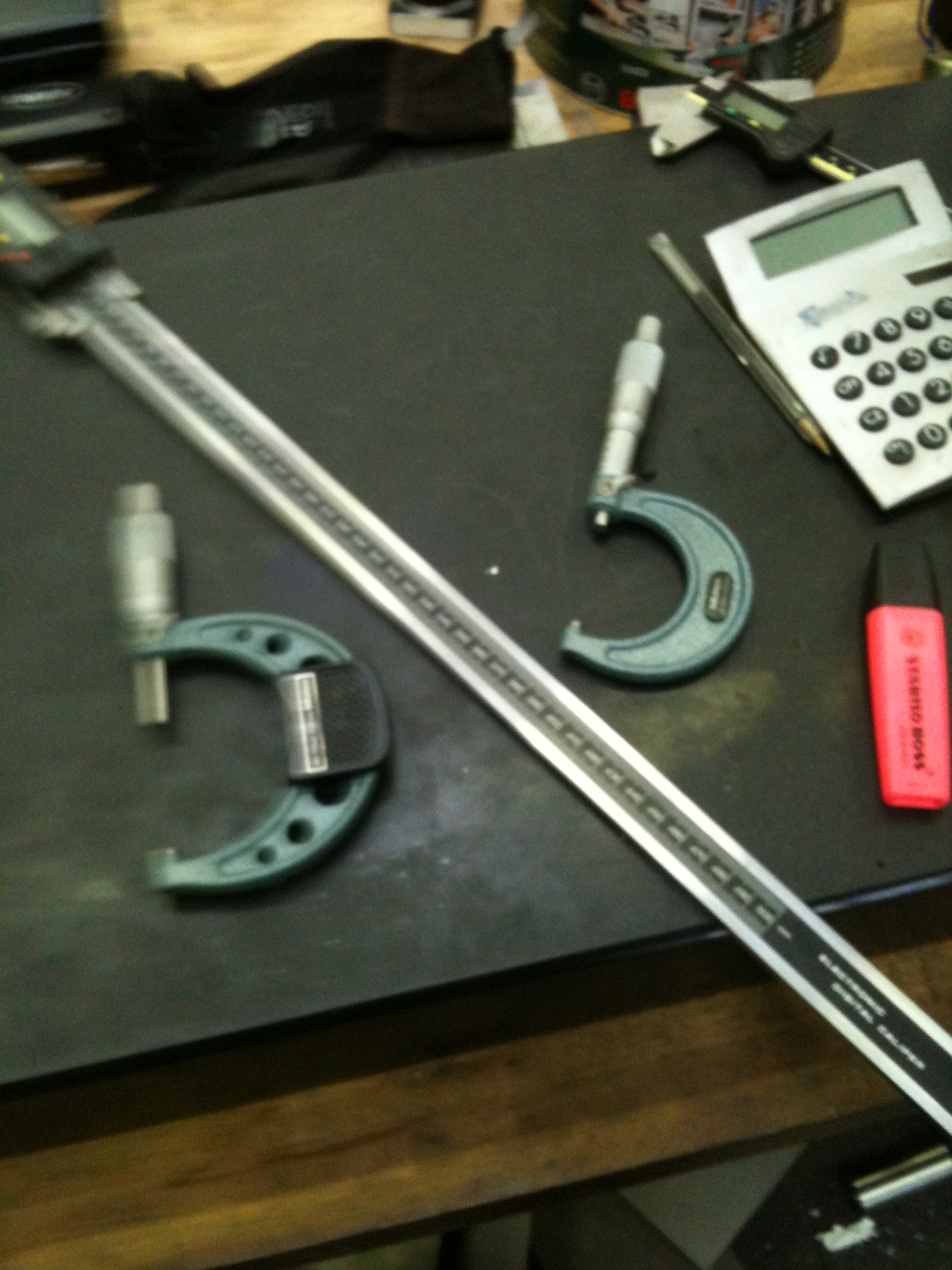
Strumenti di misura centesimali o micrometri da esterni, utilizzati per verificare la precisione dei pezzi lavorati.
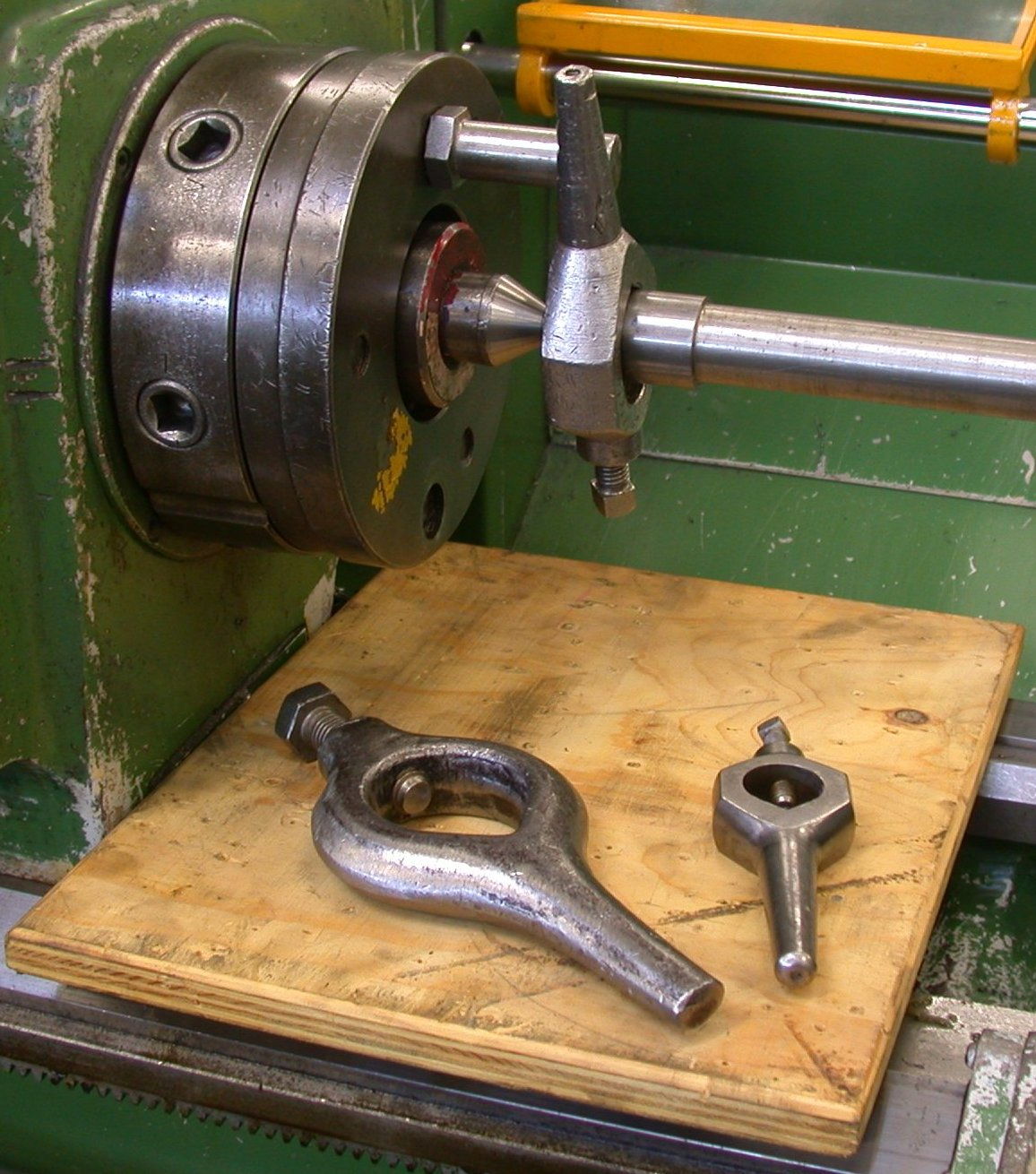
Brida e menabrida montate.